# Amigos da Escola
O Amigos da Escola é um projeto social brasileiro fundado pela Rede Globo, em agosto de 1999, que visa fortalecer a rede pública de ensino básico. Além de ser uma iniciativa privada, o projeto social é um dos mais importantes empreendimento social do país que visam o bem social e não a lucratividade, neste caso o objetivo principal é o da educação pública brasileira.

## Descrição do projeto
Fundado pela Rede Globo, em agosto de 1999, o projeto Amigos da Escola tem apoio, principalmente, do Faça Parte, do Conselho Nacional dos Secretários de Educação (Consed) e da União Nacional dos Dirigentes Municipais de Educação (Undime). O objetivo do projeto é beneficiar o ensino público através do serviço voluntário. Nesse contexto, a proposta é a mobilização pessoal e a divulgação de escolas interessadas por meio da televisão, além da promoção das boas experiências do projeto em espaços jornalísticos da Rede. Por outro lado, é bem esclarecido que o Amigos da Escola não participa do processo de seleção ou de capacitação dos voluntários, além de não pedir ou oferecer contribuições financeiras.

### Dias temáticos
Os dias temáticos são parte importante do projeto, pois servem de mobilização às escolas participantes em todo o Brasil. São escolhidos temas relevantes à sociedade, sendo organizadas atividades especiais. Em 2006, o assunto central era educação, ética e cidadania, sendo estimada a participação de 70.000 pessoas nos quatro dias temáticos. No ano seguinte, o tema foi repetido e o número de dias temáticos aumentado para seis.

### Participantes
O projeto conta com mais de 30.000 escolas públicas cadastradas para o recebimento de voluntários, estando presente em todas as unidades da Federação.